# Oscinimorpha longirostris
Oscinimorpha longirostris är en tvåvingeart som först beskrevs av Friedrich Hermann Loew 1858.  Oscinimorpha longirostris ingår i släktet Oscinimorpha och familjen fritflugor. Inga underarter finns listade i Catalogue of Life.